# Nasar Hontschar

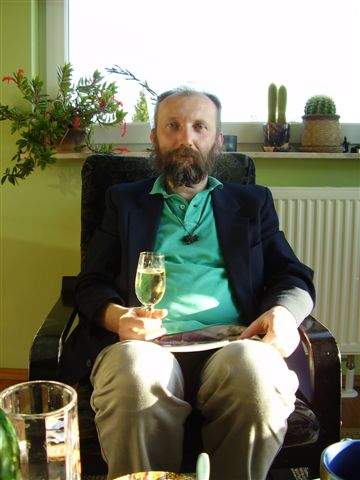
Nasar Hontschar (2007)

Nasar Hontschar (ukrainisch Назар Михайлович Гончар; wiss. Transliteration Nazar Mychajlovyč Hončar; * 20. April 1964 in Lwiw, USSR; † 21. Mai 2009 in Uschhorod) war ein ukrainischer Dichter und Schriftsteller. Für seine Veröffentlichungen verwendete er im deutschsprachigen Raum die Schreibweise der Transliteration ohne Patronym Nazar Hončar.

## Biographie
Nasar Hontschar wurde am 20. April 1964 in Lwiw geboren, studierte an der dortigen Iwan-Franko-Universität Ukrainische Philologie und schloss sein Studium 1986 ab. Anschließend arbeitete er in den herausfordernden Jahren des Übergangs zunächst wenige Jahre im Bereich von Landeskunde für jugendliche Touristen, dann für archäologische Expeditionen Anschließend begann er 1990 als Schauspieler im Les-Kurbas-Theater aufzutreten. Dem schlossen sich verschiedene Projekte im Bereich des Theaters und der Poesie-Performances an. Hieraus bildete und lebte er sein Leben als Dichter, Schauspieler, Performance-Künstler und Übersetzer. Wie damals üblich, war er Mitglied verschiedener Künstlergruppen: So war er Mitglied der Gruppe HERAKLIT (Голінні ентузіасти рака літерального, Brave Enthusiasten des Palindroms, 1991) Selber gründete er mit zwei Freunden die literarische Gruppe LuHoSad (Lutschuk-Hontschar-Sadlowskyj, 1984) sowie das Poesie-Theater Театр Ледачої Істоти (1991) und das Performance-Studio PERHAPS (2004). Stipendien führten ihn nach Polen und Österreich, wo seine Werke umgehend in Übersetzungen erschienen. Nach diesen internationalen Erfolgen starb er am 21. Mai 2009 nur 45-jährig beim Baden infolge eines Herzfehlers. Unter großer Anteilnahme der Lemberger Literaten wurde der außergewöhnliche Künstler auf dem Lytschakiwski-Friedhof beigesetzt. Hontschar war mit der Germanistin und Übersetzerin Chrystyna Nazarkewytsch verheiratet, mit der er einen Sohn hatte. Sie übersetzte seine Gedichte ins Deutsche.

## Werk
Hontschar pflegte und entwickelte als Performance-Künstler die kleinen Formen, die er auf seine ruhige und liebenswürdige Art mit philosophischem Blick scharfsinnig-gehaltvoll zu formulieren und zu schreiben wusste. Er liebte Wortspiele und schrieb Palindrome. Nach einem Comics-Gedicht (1993) folgten mehrere Gedichtbände, die während zweier Literaturstipendien in Polen in Übersetzungen ins Polnische von Bohdan Zadura sowie Aneta Kamińska und Andrij Porytko und während seines Aufenthalts als Stadtschreiber in Graz in der deutschen Übersetzung von Chrystyna Nazarkewytsch erschienen. Als Philologe widmete er sich auch selber dem Übersetzen und übertrug deutschsprachige Gedichte von Gottfried Benn, Günter Gass, Christian Loidl, Tarek Eltayeb sowie Gedichte des Weißrussen Viktor Zhybul und des Krimtartaren Medat Abljalimov.

## Stipendien und Auszeichnungen
- 1989 Laureat des BuBaBu-Preises
- 2005 Homines urbani
- 2007 Gaude Polonia
- 2007/08 Stadtschreiber von Graz

## Werke
- Казка-показка про Байду-Немову. L’viv 1993.
- Закон всесвітнього мерехтіння L’viv 1996 und 2007.
- ГраНЬ заонач. L’viv 2001.
- ПРОменеВІСТЬ. Kiew 2004.
- (gemeinsam mit anderen) Luhosad. L’viv 2007.
- Lies Dich: performative Dichtungen. Graz, Leykam, 2008.
- Dichter noch dichter. Ottersheim an der Donau 2011.
- Зібрані твори (Ausgewählte Werke). Ternopil 2011. (umfassendste Ausgabe)

## Bibliographie
Eine ausführliche Bibliographie der Werke Hontschars mit einzelner Auflistung der Gedichte findet sich in dem ukrainischen Wikipedia-Artikel.
| Personendaten    | Personendaten |
| ---------------- | --- |
| NAME             | Hontschar, Nasar |
| ALTERNATIVNAMEN  | Hončar, Nazar (deutsch); Mychajlowytsch Hontschar, Nasar (vollständiger Name); Михайлович Гончар, Назар (ukrainisch) |
| KURZBESCHREIBUNG | ukrainischer Dichter und Schriftsteller                                                                              |
| GEBURTSDATUM     | 20. April 1964 |
| GEBURTSORT       | Lwiw, Ukrainische SSR                                                                                                |
| STERBEDATUM      | 21. Mai 2009 |
| STERBEORT        | Uschhorod |